# 1306
Năm 1306 là một năm trong lịch Julius.